# Große Adler-/Pfauenfibel Mainz

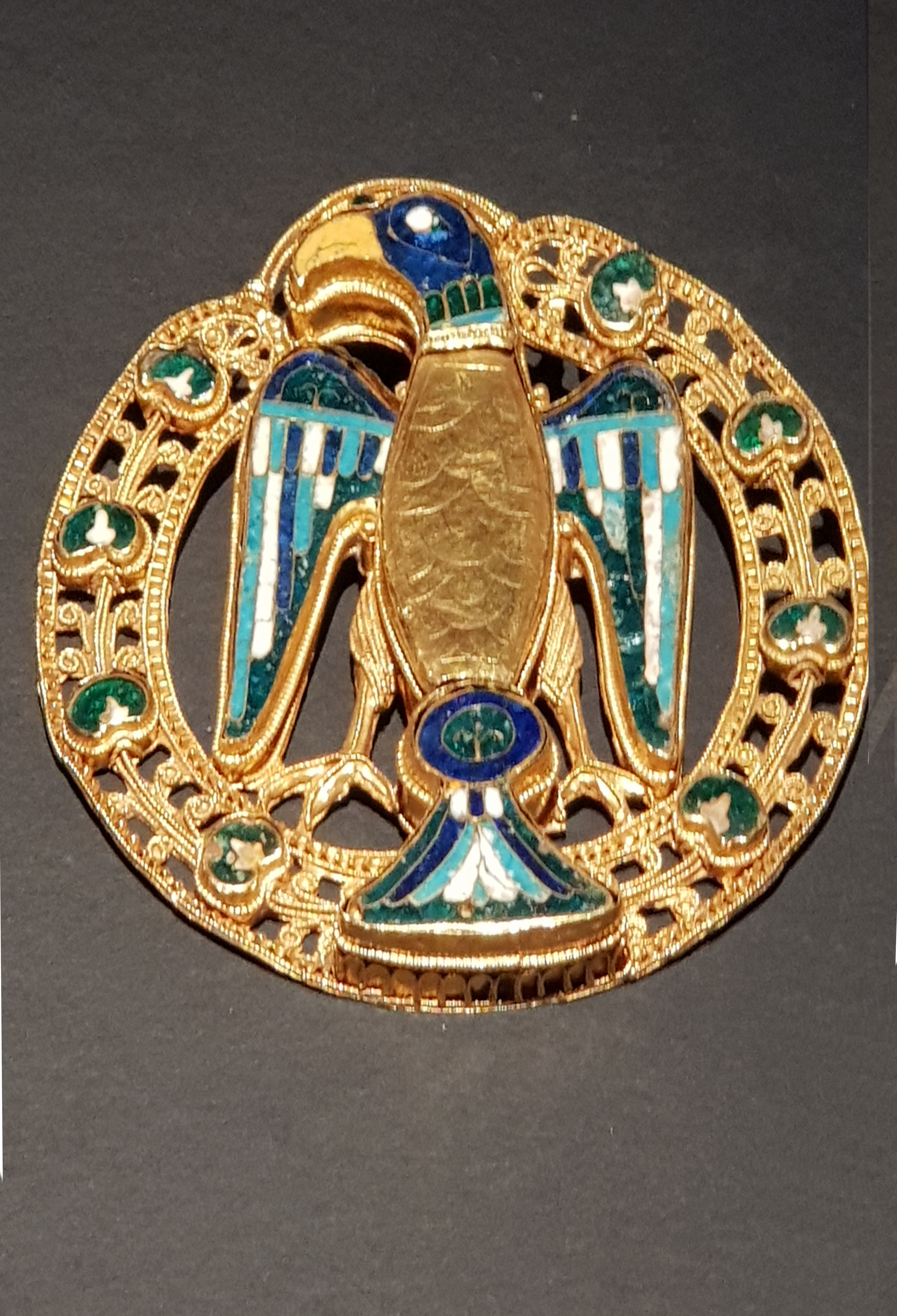
Große Adler-/Pfauenfibel Mainz, Landesmuseum Mainz (Inv. Nr:0/1518)

Als Große Adler-/Pfauenfibel (auch: Große Adlerfibel) wird eine in das 9. bis 11. Jahrhundert datierte Fibel bezeichnet, die 1880 in Mainz gefunden wurde. Sie zeigt das Motiv einer Adlerfibel, wobei der heraldisch dargestellte Adler auch typische Merkmale eines Pfaues aufweist. Die Fibel ist seit 1880 im Besitz des Landesmuseums Mainz (Inv. Nr:0/1518) bzw. dessen Vorgängereinrichtungen.

## Fundgeschichte
Im Frühsommer 1880 fanden in der Mainzer Altstadt im Bereich der Einmündung der Stadthausstraße in die Schusterstraße umfangreiche Kanalarbeiten statt. Dabei stießen die Bauarbeiter in einer verfüllten Kellernische eines vermutlich abgebrannten mittelalterlichen Hauses auf die Adler-/Pfauenfibel. Aus Überlieferungen ist sicher bekannt, dass sich dort eine größere Ansammlung von Häusern der jüdischen Gemeinde der Stadt Mainz befand, deren Synagoge ebenfalls in unmittelbarer Nähe zum Fundort stand. Offiziell war die Adler-/Pfauenfibel ein Einzelfund. Ob es weitere Beifunde zur Fibel gab, ist umstritten. Möglicherweise wurden diese, ebenso wie die Fibel selbst, von den Bauarbeitern unterschlagen und später getrennt weiterverkauft. Der Juwelier und Goldarbeiter Joseph Friedrich Kirstein kaufte den Arbeitern offenbar die angebotene Fibel zu einem unbekannten Zeitpunkt ab. Am 21. Mai 1880 verkaufte er sie für 700 Mark an das Mainzer Altertumsmuseum weiter. Im Ankaufsbuch wurde als Fundortangabe Mariaborn auf freiem Felde, beim Kartoffelhacken vermerkt. Diese Angabe wurde später, im Oktober 1880, handschriftlich in Schuster[gasse] … Stadthausstraße abgeändert.
Das Mainzer Tagblatt Nr. 122 vom Mittwoch, dem 26. Mai 1880, erwähnt erstmals den Fund in einer Meldung zum Vortag: „Mainz, 25. Mai. Ein interessantes und kostbares Stück, ein Unicum seiner Art, ist seit vorigem Freitag unserem städtischen Museum gewonnen.“ Auch die Darmstädter Zeitung berichtete in der Ausgabe Nr. 145 vom 27. Mai 1880. Zum Fundort machte die Presse unterschiedliche Angaben: Ist bei der ersten Erwähnung des Fundes im Mainzer Tagblatt ein Acker zwischen Finthen und Marienborn als Fundort angegeben, schreibt die Darmstädter Presse später, dass der Fundort der Fibel bei Ingelheim gewesen sei. Erst am 15. Juni 1880 korrigiert die Darmstädter Zeitung mit der Ausgabe Nr. 165 die Fundstelle wie folgt: „… daß die Brosche nicht, wie zuerst war angegeben worden, in der Gemarkung von Marienborn gegen Ober-Olm hin, auch nicht bei Ingelheim, sondern beim Kanalbau in der Stadt selbst bei der Einmündung der Stadthausstraße in die Schustergasse in dem ausgebrochenen Material alter, unter der Straße liegenden Kellerräume gefunden wurde. So lauten die neuesten Nachrichten, welche auf amtliche Erhebungen zurückgehen.“ Möglicherweise wurden die ersten Fundortangaben von den Bauarbeitern gemacht und sollten die Unterschlagung des Fundes an der Baustelle verschleiern. Nach der Befragung der Bauarbeiter sowie des Aufkäufers der Fibel wurde dann der Fundort korrekt angegeben. Ein detaillierter Fundplan, im Original von Ludwig Lindenschmit dem Älteren, Direktor des Römisch-Germanischen Zentralmuseums, nach den korrigierten Angaben gezeichnet, befindet sich in Kopie in den Beständen des Landesmuseums Mainz.

## Beschreibung
Der Durchmesser der Fibel beträgt 9,3 cm und 9,7 cm, sie ist somit in vertikaler Achse leicht oval ausgebildet. Das Gewicht beträgt 88,3 g. Als Materialien wurden Gold (in zwei, leicht unterschiedlichen Legierungsformen), Email und Glas verwendet. Die durchbrochen gearbeitete Goldscheibenfibel besteht hauptsächlich aus Gold mit polychromen Email- und Glaseinlagen. In Aufsicht zeigt sie einen nach links blickenden Adler mit leicht ausgebreiteten Flügeln, gespreizten Fängen und Schwanzfedern, aus denen ein stilisiertes Pfauenrad herauswächst und den Adler ringförmig umschließt.
Der zentrale Körper des Adlers ist aus dünnem Goldblech gefertigt und weist ein eingepunztes schuppenförmiges Muster auf. Unterhalb der Goldplatte befindet sich ein Hohlraum, dessen Funktion nicht bekannt ist. Beine und Fänge sowie der Schnabel sind ebenfalls aus Gold gefertigt. Das Flügelpaar sowie die Schwanzfedern sind mit polychromen Emaileinlagen in den Farben Weiß, Hellblau und Dunkelblau ausgefüllt. Zwischen dem unteren Körperende und dem Ansatz der Schwanzfedern befindet sich ein leicht abgeflachtes ovales Medaillon. Es ist mit blauem und grünem, halbdurchsichtigem Cloisonné verziert.
Zusätzlich zu den für Adlerdarstellungen bei Fibeln typischen Attributen trägt der Adler ein sogenanntes „Pfauenkrönchen“ aus drei dunkelblauen perlförmigen Glaseinlagen. Um die Adler-/Pfauendarstellung herum befindet sich ein offener dreistrangiger kreisförmiger Kranz von Perldrahtranken, den Mechthild Schulze-Dörrlamm als stilisiertes Pfauenrad deutet. Diese weisen auf der linken und rechten Seite jeweils vier blüten- oder pfauenaugenähnliche Emaileinsätze auf. Links und rechts oben, seitlich von Schnabel und Hinterkopf, endet der Perldrahtrankenkranz mit abgerundeten Ecken. Zwei der drei dunkelblauen Glaseinlagen (links und in der Mitte) in dem Pfauenkrönchen sind neueren Datums und wurden nach dem Auffinden ergänzt. Alle anderen Bestandteile der Fibel blieben im Original erhalten.
Die beidseitige Nadelrast auf der Rückseite liegt in Höhe der Flügelansätze und besteht aus gewellten Goldblechstreifen. Die Nadel selbst ist verlorengegangen. Ein kleineres Loch mitten auf der Fibelrückseite weist auf Zirkelschlag bei der Fertigung hin.
Den Goldschmiedearbeiten wird generell ein hohes Niveau zugesprochen. Allerdings fielen bei einer genaueren modernen Untersuchung einige Nachlässigkeiten bei der Anfertigung auf: So sind einige der Emaileinlagen nicht sauber gearbeitet oder eingepasst. Die sie umgebenden Zargenfassungen passen nicht immer präzise an die Emaileinlagen, Goldstege sind gestückelt und überlappend gefertigt, statt passgenau und aus einem Stück gearbeitet worden zu sein. Die Emaileinlagen sind manchmal zu hoch (nicht genug abgeschliffen), manchmal zu niedrig (zu wenig aufgefüllt). Insbesondere die Punzierungen des aus dünnem Goldblech gefertigten Leibes des Adlers sind nachlässig gearbeitet, teils mit falschen Punzschlagansätzen. Trotzdem wird der Adler-/Pfauenfibel von Fachkreisen bescheinigt, dass sie „… ein einzigartiges und prachtvolles Beispiel mittelalterlicher Handwerkskunst“ ist, „das die Goldschmiedekunst und die Emailarbeit seiner Zeit hervorragend und beeindruckend vereint.“

## Entstehungszeit und -ort
Kurz nach der Entdeckung der Fibel wurde sie in den ersten, meist kürzeren Publikationen von Friedrich Schneider, Wilhelm Velke und Franz Bock einhellig in das 11. Jahrhundert datiert.
Otto von Falke datierte 1913 in seinem umfangreichen und reich bebilderten Werk Der Mainzer Goldschmuck der Kaiserin Gisela den „Schatz der Kaiserin Gisela“, dem er auch die Adler-/Pfauenfibel zuwies, auf die Zeit um 1025. Seiner Ansicht nach gehörte das Schmuckstück mit den anderen Stücken zum in Mainz angefertigten Krönungsschmuck für die Gemahlin Konrads des II., Gisela von Schwaben. Ab den 1950er Jahren wurde Falkes Einschätzung des historischen Hintergrunds der Schmuckstücke allerdings kritisch hinterfragt, nicht aber die ungefähre zeitliche Einordnung. Auch Mechthild Schulze-Dörrlamm nimmt als Entstehungszeit aufgrund stilistischer Merkmale und Übereinstimmungen mit anderen Schmuckstücken (unter anderem auch dem Krönungsbügel der Reichskrone, der unter Konrad II. entstand) ungefähr das zweite Quartal des 11. Jahrhunderts an. Andere Datierungsansätze gehen von einer Entstehung in spätkarolingischer oder ottonischer Zeit aus. Auch die neuesten Untersuchungen zur Großen Adler-/Pfauenfibel ab den 2010er Jahren ergaben keine eindeutige Zeitstellung. Man vermutet nun entweder eine deutlich frühere als allgemein angenommene Entstehungszeit in der 2. Hälfte des 9. Jahrhunderts und somit in spätkarolingischer Zeit oder einen späteren, von 975 bis 1025 reichenden Entstehungszeitraum.
Über einen generellen oder graduell vorhandenen byzantinischen Einfluss auf die künstlerische Gestaltung wird ebenso noch in der Fachwelt diskutiert wie über die Frage des Entstehungsortes. In den beiden verwendeten Goldlegierungen wurde Palladium nachgewiesen, ein typisches Merkmal von Gold aus byzantinischer Herstellung. Eine Werkstatt im byzantinischen Reich kommt damit allerdings ebenso in Frage wie ein anderer Entstehungsort. Aufgrund stilistischer Details und Ähnlichkeiten zu anderen bekannten Schmuckstücken sieht Schulze-Dörrlamm die Herkunft der Adler-/Pfauenfibel entweder in Oberitalien oder im byzantinischen Reich. Zu der genannten Entstehungszeit gab es allerdings auch vor allem am Rhein in Köln und in Mainz qualitativ hochwertig arbeitende Werkstätten, die Gold byzantinischer Herkunft verwendet haben könnten. Auch andere Entstehungsorte, wie beispielsweise die Werkstätten in ottonischer Zeit, welche die Stücke des Essener Domschatzes anfertigten, kommen in Frage.

## Symbolik der Vogeldarstellung
Mechthild Schulze-Dörrlamm weist in ihrem Werk von 1991 auf eine mögliche religiöse Symbolik dieses Mischwesens hin: Der Pfau steht in der christlichen Symbolik für das Ewige Leben, während der Adler mit gespreizten Flügeln, hier im Begriff des Hinauffliegens, auf die Auferstehung im Allgemeinen und die Himmelfahrt Christi hinweisen. Auch entspricht die Figur des Adlers, in dargestellter Form und ohne die Pfauenattribute, einer fast unveränderten Form der ab der staufischen Zeit erstmals konkreter werdenden Figur des Reichsadlers.

## Schmuck von Kaiserinnen?
Wilhelm von Bode, der den größten Teil des mittlerweile in Privatbesitz befindlichen „Schatzes der Kaiserin Gisela“ für das neugeplante Deutsche Museum in Berlin ankaufen wollte, stellte zuerst und ohne wissenschaftliche Grundlage die Behauptung auf, dass es, aufgrund der hohen Qualität des Schmuckstücks, nur kaiserlicher Schmuck gewesen sein konnte. Otto von Falke übernahm diese Interpretation in seinem 1913 erschienenen Werk Der Mainzer Goldschmuck der Kaiserin Gisela und wies damit auch den Schatzfund direkt der Kaiserin Gisela zu. Mechthild Schulze-Dörrlamm versuchte noch 1991, die auf Gisela folgende Kaiserin Agnes von Poitou als Besitzerin des Schmucks auszuweisen. Ob die Große Adler-/Pfauenfibel zum Fundus von kaiserlichem (Krönungs)Schmuck gehörte, kann letztlich nicht wissenschaftlich bewiesen werden. Sicher ist jedoch, dass sie einer Persönlichkeit der damals herrschenden Elite gehörte und, alleine schon von der Symbolik her, eine außerordentliche präsentative Bedeutung hatte.